# Südafrikanische Küche

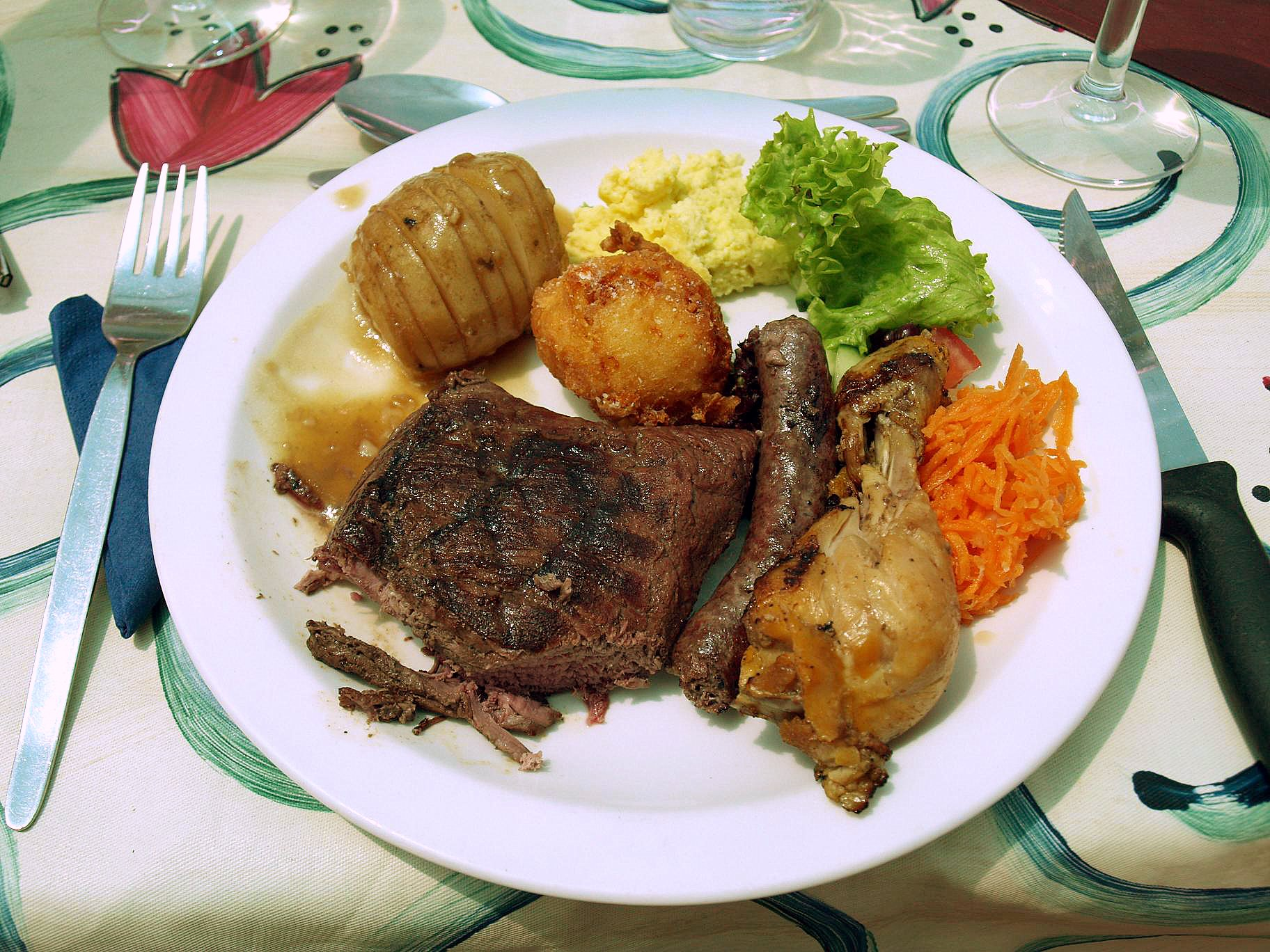
Südafrikanische Spezialitäten (Straußensteak, Straußenwurst, Hühnerkeule, Maisbällchen, Kartoffel, Salate)

Als südafrikanische Küche bezeichnet man allgemein die Küche in der Republik Südafrika. Sie ist gekennzeichnet durch starke regionale Unterschiede und Einflüsse aufgrund von Immigration nach Südafrika.

## Allgemeines
Die südafrikanische Küche ist kein einheitliches Gebilde und wird von jeder der verschiedenen Bevölkerungsgruppen in Südafrika für sich ausgelegt und beansprucht. Jede Provinz in Südafrika weist Eigenheiten und Schwerpunkte auf. In KwaZulu-Natal z. B. dominieren indische Einflüsse durch die hohe Zahl der Inder, im Westkap sind malaiische Einflüsse ausgeprägt und in Gauteng ein starker Einfluss durch die Buren. Deutlich spürbar ist auch der Einfluss der indonesischen Küche.
Im 17. Jahrhundert errichteten die ersten Europäer einen Stützpunkt am Kap der Guten Hoffnung. Jan van Riebeeck gründete 1652 Kapstadt. Durch die Einwanderung deutscher, französischer und niederländischer Siedler gelangten europäische Einflüsse in die Kapkolonie. Die niederländischen Behörden brachten aus ihren asiatischen Kolonien in Indonesien, Indien und Malaysia zahlreiche Sklaven, Soldaten und Handwerker mit. Ab Beginn des 19. Jahrhunderts wurde der englische Einfluss auf die südafrikanische Küche dominant.

## Speisen und Lebensmittel

### Fleisch

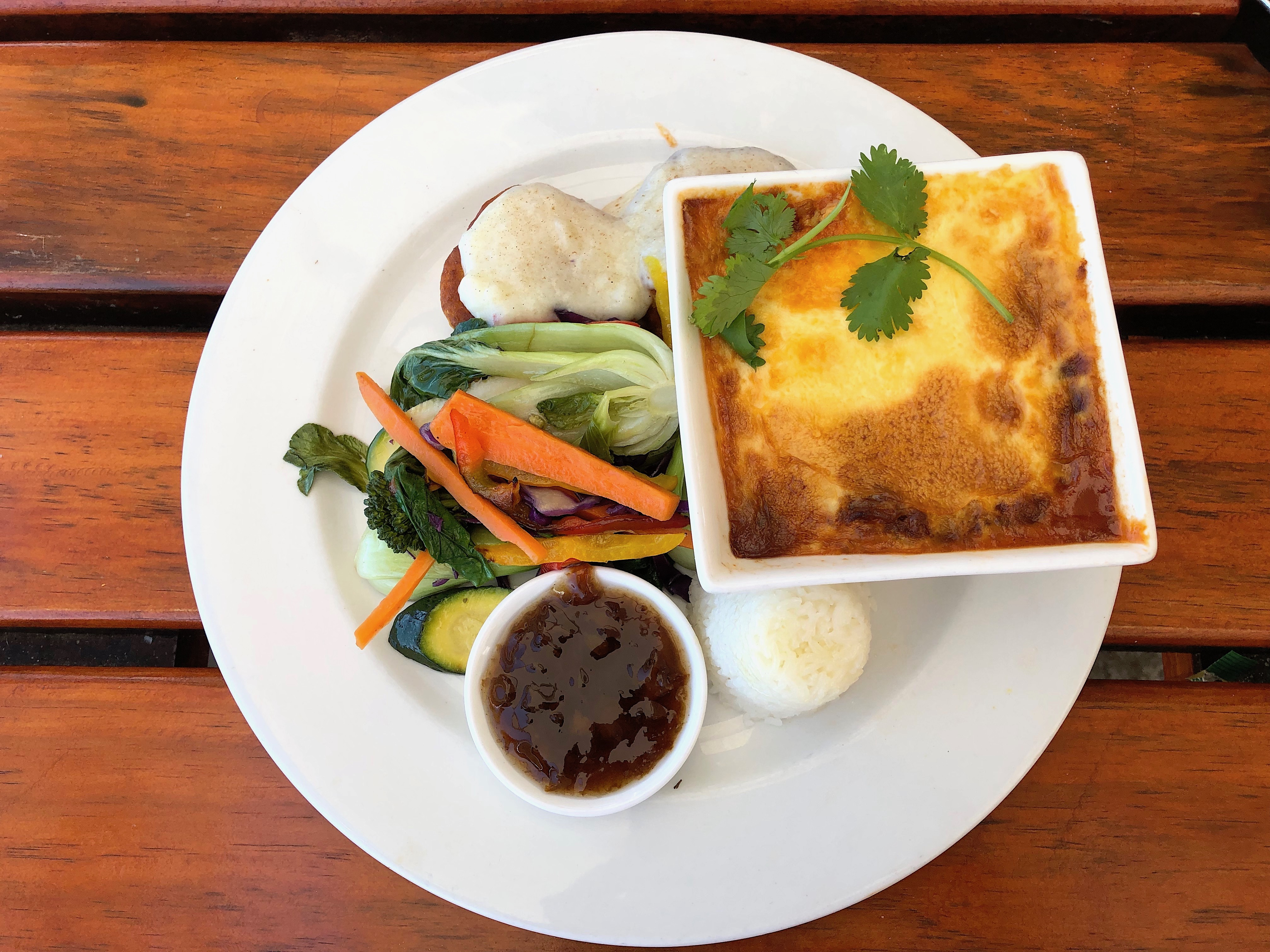
Bobotie, Hackfleisch mit einer Eiermilch Deckschicht, Reis und Chutney

Fleisch ist eine der Hauptzutaten der Kap-Küche. Am beliebtesten ist Lammfleisch gefolgt von Rindfleisch. Schweinefleisch hingegen ist wenig verbreitet. Sehr populär ist Wildbret.
In ländlichen Gebieten, zunehmend auch in urbanen, besonders beliebt ist das Fleisch des Springbock, Blessbock und Oryx, Kudu, Elenantilope und Warzenschwein.
Generell lässt sich sagen, dass jedes Fleisch verarbeitet und verzehrt wird. Selbst Tierarten wie z. B. Stachelschwein sind stets eine willkommene Abwechslung.
Eine typisch südafrikanische Spezialität ist Trockenfleisch – Biltong.

### Fisch
Erstaunlicherweise spielt Fisch eine untergeordnete Rolle unter den Zutaten. Der Atlantik entlang der Westküste ist eines der artenreichsten und ergiebigsten Gewässer der Welt.
An den Küsten (hier speziell Westküste und Kapregion) und in den großen Städten wie Johannesburg, Durban oder Kapstadt wird Fisch in nennenswerten Mengen gegessen. Die starke Zunahme des Tourismus und eine verbesserte Infrastruktur haben Fisch in den letzten Jahren populärer gemacht.
Nur Angehörige der indigenen Bevölkerung, traditionell stark in der Fischerei vertreten, essen Fisch regelmäßig, auch bedingt durch religiöse Gebote.

### Geflügel
Geflügel, überwiegend Huhn wird in großen Mengen verarbeitet und zubereitet. Hauptsächlich für den Export ist das Fleisch des Afrikanischen Straußes. Dieses gesunde und fettarme Fleisch erfreut sich immer größerer Beliebtheit. Äußerst schmackhaft und gerne zubereitet wird Hausperlhuhn.

### Gemüse
Gemüse wird selten, wie in Europa üblich, als Beilage gereicht, sondern ist meistens Bestandteil der verschiedenen Gerichte.
Populär sind Kürbis (u. a. Gem Squash und Butternut), Zwiebel, Karotte, Bohnen, Mais (überwiegend zu Mieliepap verarbeitet). Kartoffeln und Grüner Salat werden selten serviert. Erwähnenswert ist die Waterblommetjie (Aponogeton distachyos), zu Deutsch "Afrikanische Wasserähre", eine Wasserpflanze, die in den Wintermonaten geerntet wird.

### Süßspeisen
Süßspeisen in Südafrika sind wenig eigenständig. Hier dominieren deftige, schwere und stark gesüßte Speisen wie Trifle, Malva Pudding, Koeksisters oder Melktert. Obwohl alle Obstsorten in enormen Mengen angebaut werden, dienen diese überwiegend für den Export.

### Gewürze
Kräuter und Gewürze werden großzügig verwendet. Besonders beliebt sind Koriander, Kardamom, Nelken, Zimt, Ingwer und Chili.

## Getränke
In Südafrika werden zum Essen alkoholische und nichtalkoholische Getränke gereicht. Eine besondere Rolle nimmt der Wein ein. Besonders beliebt ist Weißwein aus heimischem Anbau. Gerne getrunken wird auch Rooibos-Tee. Beliebt ist außerdem Bier.
Bekannte Biere:
- Amstel
- Carling Black Label
- Castle Lager
- Castle Lite
- Hansa Pilsener
- Umqombothi
- Windhoek Lager

## Typische Gerichte
| - Amasi - Biltong - Bobotie - Boeremeisies - Boerewors - Bokkoms - Braaivleis - Bunny Chow - Chakalaka - Denningvleis - Geelrys - Kaapse Jongens - Koeksisters - Melktert - Mieliepap | - Mosbolletjies - Perlemoenfrikkadelle - Pofadder - Slaphakskeentjies - Smoorsnoek - Sosaties - Sousboontjies - Souskluitjies - Soutribbetjies - Tamatie Bredie - Tameletjie - Vetkoek - Waterblommetjie Bredie - Welbeloontjies |

Weitere Gerichte, die sehr häufig gegessen werden, aber aus dem Ausland stammen:
- Chicken Beriyani
- Crayfish-Curry
- Chutney
- Malva Pudding
- Masala Fish
- Mince-Curry
- Pickled Fish
- Roast Leg of Lamb
- Sambals
- Samosas
- Scones
- Shortbread